# Scotinotylus montanus
Scotinotylus montanus är en spindelart som beskrevs av Alfred Frank Millidge 1981. Scotinotylus montanus ingår i släktet Scotinotylus och familjen täckvävarspindlar. Inga underarter finns listade i Catalogue of Life.